# Cyprian Norwid

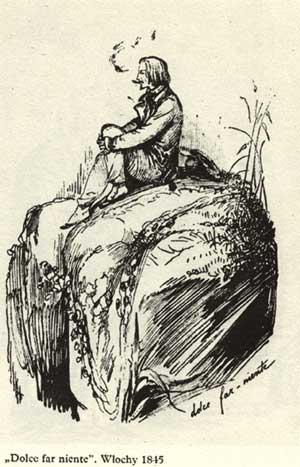
Dolce far niente, Autoportret (1845)

Cyprian Kamil Norwid (n. 24 septembrie 1821, Głuchy⁠(d), powiat wyszkowski⁠(d), Mazovia, Polonia – d. 23 mai 1883, Paris, Franța) a fost un poet, dramaturg pictor și sculptor polonez. Este considerat unul dintre cei mai importanți poeți ai țării.

## Biografie
Născut într-o familie purtând stema Topór, Cyprian Norwid și fratele său Ludwik au rămas orfani de mici copii. Din 1825 Norwid a fost crescut de bunica sa. A urmat liceul la Varșovia. n 1840, el a debutat cu poemul Mój ostatni sonet (română: Ultimul meu sonet) în revista Piśmiennictwo Krajowe.
În 1842 Norwid a vizitat Dresda, mai târziu Veneția și Florența. Din 1844 a locuit la Roma, în 1846 a vizitat Berlinul. Acolo a fost arestat și expulzat din Prusia. Mai târziu a locuit la Bruxelles și din nou la Roma, unde l-a cunoscut pe Adam Mickiewicz și pe Zygmunt Krasiński.
În anii 1849 până în 1852, Norwid a trăit în Paris. Acolo el a trăit în sărăcie, a publicat lucrări literare în revista Goniec polski, a cunoscut pe Frédéric Chopin și Juliusz Słowacki. A emigrat în Statele Unite în 1852, dar a revenit în Europa în 1854.
Norwid a creat poezii, precum și numeroase desene, gravuri, picturi și acuarele, dar nu a putut vinde nimic. El a fost bolnav de tuberculoză, a trăit în sărăcie în Paris și a petrecut ultimii ani din viața sa în Œuvre Sf. Casimir, în Arondismentul 13 din Paris. A fost mai întâi înhumat în groapa comună și apoi a fost reînhumat în cimitirul polonez din Montmorency, în departamentul Val-d'Oise. O mână de pământ de pe mormântul lui a fost îngropat într-o urnă în 2001 în Catedrala Wawel din Cracovia, la intrarea în „Cripta poeților naționali”. Acolo, în 1993, la 110 ani după moartea sa, a fost ridicat un mic monument de bronz.
O mare parte din opera lui Norwy a fost descoperită și publicată la sfârșitul secolului al XIX-lea, în principal din inițiativa poetului Zenon Przesmycki. O colecție completă de lucrări ale lui Norwid a fost publicată de Juliusz Wiktor Gomulicki în 1968 și din nou, cu comentarii critice, ca Pisma wszystkie în 11 volume din 1971 până în 1976.
Opera lui Norwid este îndeosebi atribuită epocii romantismului.

## Lucrări
- Pompeja (1848 sau 1849)
- Niewola (1849)
- Noc tysiączna druga (ro.: O mie și două de nopți) (o comedie de teatru, 1850)
- Wanda (o piesă de teatru, 1851)
- Vade-mecum (colecție de poezii, 1858 - 1865)
- Fortepian Szopena
- Assunta (colecție de poezii, 1870)
- Ad leones! (1883)
- Tajemnica lorda Singelworth (nuvelă, 1883)
- Poesiealbum 305. Märkischer Verlag, Wilhelmshorst 2013, ISBN 978-3-943708-05-9.

## Omagiere
- 2013: Monedă comemorativă în valoare de 2 Złoty a Bănci Naționale a Poloniei.